# Altengreuth
Altengreuth ist ein Gemeindeteil der Stadt Schillingsfürst im Landkreis Ansbach (Mittelfranken, Bayern). Altengreuth liegt in der Gemarkung Stilzendorf.

## Geographie
Der Weiler liegt am Steinbach, einem linken Zufluss des Erlbacher Mühlbachs, der ein rechter Zufluss der Altmühl ist. 1 km östlich des Ortes erhebt sich der Schwander Berg (503 m ü. NHN), 0,5 km nördlich der Münchsberg – dort liegt auch das Flurgebiet Strohbrunnen – und 1 km westlich der Obere First (514 m ü. NHN). Die Staatsstraße 2246 führt nach Schillingsfürst (4 km westlich) bzw. nach Neureuth (1,5 km nordöstlich). Die Kreisstraße AN 34 führt nach Traisdorf (1,7 km nördlich).

## Geschichte
Laut dem 16-Punkte-Bericht des brandenburg-ansbachischen Amts Brunst aus dem Jahr 1608 bildete Altengreuth mit Schorndorf eine Realgemeinde. In Altengreuth gab es 6 Mannschaften: 4 Anwesen waren dem Rat zu Rothenburg vogt- und steuerbar, gült- und lehenbar waren von diesen 2 Anwesen dem Schloss Diebach und 2 Anwesen den Walchischen Erben zu Rothenburg. Über 2 Anwesen übte hohenlohe-schillingsfürstischen Amt Schillingsfürst die Grundherrschaft in vollem Umfang aus. Das Hochgericht übte das Amt Brunst aus. Im 16-Punkte-Bericht des Amts Leutershausen aus dem Jahr 1681 wurden für Altengreuth ebenfalls 6 Mannschaften verzeichnet: 4 Anwesen unterstanden dem Amt Schillingsfürst und 2 Anwesen der Reichsstadt Rothenburg. Das Hochgericht übte das Amt Leutershausen aus.
1799 gab es in dem Ort acht Untertansfamilien. Er gehörte gemäß einer Auflistung von 1830 zu einem „die Brünst“ oder „die Brunst“ genannten, seit dem Mittelalter stellenweise gerodeten umfangreichen Waldgebiet zwischen Leutershausen und Kloster Sulz mit dem Hauptort Brunst. Die Brünst war für ihre gute Rinderviehzucht bekannt; ihre 22 Dörfer galten als reich.
Mit dem Gemeindeedikt (frühes 19. Jahrhundert) wurde der Altengreuth dem Steuerdistrikt und der Ruralgemeinde Stilzendorf zugeordnet. Im Zuge der Gebietsreform in Bayern wurde diese am 1. Januar 1972 nach Schillingsfürst eingemeindet.

### Baudenkmäler
- Haus Nr. 2: eingeschossiges Wohnhaus mit zum Teil verputztem Fachwerkgiebel, 17./18. Jahrhundert[10]
- Haus Nr. 5: zugehörig massive Scheune, 1846[10]
- Flachsbrechhaus, um 1800; an der Straße nach Schillingsfürst[10]

### Einwohnerentwicklung
| Jahr      | 001818 | 001840 | 001861 | 001871 | 001885 | 001900 | 001925 | 001950 | 001961 | 001970 | 001987 |
| Einwohner | 44     | 49     | 45     | 37     | 40     | 30     | 43     | 43     | 31     | 28     | 27     |
| Häuser    | 7      | 7      |        |        | 6      | 7      | 6      | 7      | 6      |        | 6      |
| Quelle    | [ 12 ] | [ 13 ] | [ 14 ] | [ 15 ] | [ 16 ] | [ 17 ] | [ 18 ] | [ 19 ] | [ 20 ] | [ 21 ] | [ 1 ]  |

## Religion
Der Ort ist seit der Reformation evangelisch-lutherisch geprägt und bis heute nach St. Wenzeslaus (Weißenkirchberg) gepfarrt. Die Einwohner römisch-katholischer Konfession sind nach Kreuzerhöhung (Schillingsfürst) gepfarrt.